# Seigneur Changping
Le Seigneur Changping (chinois : 昌平君) (???-223 av. J.C), est un général et seigneur de Qin, qui finit par faire sécession de Qin et meurt en tant que dernier roi de Chu (224-223 av. J.-C.), a la fin de la Période des Royaumes combattants de l'histoire de la Chine.

## Sa vie selon le Shiji
La principale source que nous ayons concernant la vie du Seigneur Changping est le volume 6 du Shiji de Sima Qian : Annales de Qin Shi Huang.
En 238 av. J.-C., dans l'État de Qin, un faux eunuque nommé Lao Ai devient intime avec la reine douairière Zhao et complote contre le roi Zheng de Qin, le futur empereur Qin Shi Huang :

« Le roi découvrit ce fait et ordonna au chancelier (Lü Buwei) de laisser le Seigneur Changping et le Seigneur Changwen commander les soldats et attaquer Lao Ai. Ils ont combattu à Xianyang (la capitale de l'état de Qin) et ont tué des centaines de personnes [parmi les rebelles]. [Pour cet acte,] ils ont tous reçu un titre de noblesse. De plus, tous les eunuques qui ont combattu [contre Lao Ai] ont reçu un titre de noblesse élevé que celui qu'ils avaient déjà. »

Lao Ai réussi à s'enfuir, mais il est finalement capturé et exécuté. Le temps passe, et en 226 av. J.C, le seigneur Changping s'installe à Ying, la capitale du Chu.
En 224 av. J.-C., le roi Zheng de Qin ordonne à Wang Jian de conquérir le Chu. Il s'empare de Fuchu, le roi du Chu, et de la capitale. Mais les survivants continuent à résister et font du seigneur Changping leur nouveau roi :

« Xiang Yan(chinois : 項燕), le général de Jing (un autre nom donné au Chu), choisi le Seigneur Changping comme roi de Jing et résiste a Qin à Huainan. En la 24ème année (223 av. J.-C.), Wang Jian et Meng Wu (chinois : 蒙武) attaquent Jing et vainquent l'armée de Jing. Le Seigneur Changping meurt et Xiang Yan met fin à ses jours. »

Le problème de ce récit est qu'il est contredit par le contenu du volume 40 de ce même Shiji, consacré a la Maison royale de Chu. En premier lieu, le passage du volume 6 indiquant que le Seigneur Champing s'installe à Jing, désigné comme capitale du Chu, est incohérent. En effet, le passage du volume 40 dédié au règne du Roi Kaolie de Chu indique que ce dernier a déplacé sa capitale de Jing à Souchun entre 241 et 238 av. J.-C., soit entre 12 et 15 ans plus tôt, pour s'éloigner de l'état de Qin. Ensuite, toujours selon le volume 40 c'est Fuchu qui est le dernier roi de Chu et il n'est fait aucune mention du Seigneur Changping. Enfin, l'ordre des événements est complètement inversé par rapport aux récits du vol. 6 ; l'armée de Qin tuant le général Xiang Yan en 224 av. J.-C., avant de capturer Fuchu et la capitale en 223 av .J.C.

## Autres sources
Son nom n'apparait pas dans d'autres chroniques, mais certains archéologues l'associent à un premier ministre de Qin nommé Shao (召).
Selon l'historien moderne Li Kaiyuan (李開元), son prénom était Qi (启), son nom de famille était Mi (芈) et son nom de Clan Xiong (熊), ce qui correspond aux nom de famille et de clan des rois de Chu. Pour Kaiyuan, il était le fils du roi Kaolie de Chu et donc le frères de ses trois prédécesseurs : le roi You, le roi Ai et Fuchu.

## Dans la culture populaire
Dans le manga Kingdom, le Seigneur Changping est le commandant en chef de l'armée à la cour de Qin. Il devient ensuite Ministre de la Droite puis Premier ministre après la disgrâce de Lü Buwei, aidant son roi a unifier la Chine.
Dans le manga de Yasuhisa Hara, qu'il a écrit avant la sérialisation de Kingdom, il est qualifié d'ancien fonctionnaire de Qin et de premier ministre, jusqu'à ce qu'il craque et fasse défection au profit du Chu, alors que son ancienne patrie vas être envahie. Il est tué lors d'un combat par son ancien ami, le général Meng Wu (chinois : 蒙武) de Qin.